# Südschleswigscher Wählerverband
Der Südschleswigsche Wählerverband (SSW) (dänisch Sydslesvigsk Vælgerforening, nordfriesisch Söödschlaswiksche Wäälerferbånd) ist eine Minderheiten- und Regionalpartei in Schleswig-Holstein.
Als Partei der dänischen Minderheit ist der SSW gemäß § 3 Abs. 1 Satz 2 des Wahlgesetzes seit 1955 für den Landtag von Schleswig-Holstein von der Fünf-Prozent-Hürde befreit; dies bezieht sich bereits seit 1953 auch auf Bundestagswahlen nach § 4 Abs. 2 Satz 3 des Bundeswahlgesetzes, der für alle Parteien nationaler Minderheiten gilt. Der SSW muss jedoch mindestens so viele Stimmen erringen, wie bei der Sitzverteilung für die Zuteilung des letzten Mandates notwendig sind (§ 3 Abs. 3 LWahlG).
Im Landtag von Schleswig-Holstein ist der SSW daher seit 1958 ununterbrochen vertreten. Von 2012 bis 2017 bildete er mit SPD und Grünen die sogenannte Küstenkoalition und übernahm dabei auch erstmals ein Ministeramt. Im Deutschen Bundestag war der SSW von 1949 bis 1953 durch den Abgeordneten Hermann Clausen vertreten, trotz Sonderregelung erreichte er bei den Bundestagswahlen 1953 bis 1961 kein Mandat. Bei den Bundestagswahlen 2021, zu der der SSW erstmals nach 60 Jahren wieder antrat, und 2025 gewann die Partei jeweils ein Bundestagsmandat für den Spitzenkandidaten Stefan Seidler.

## Inhaltliches Profil
Die Partei tritt im Landesteil Schleswig als Regionalpartei und Interessenvertretung der dort ansässigen dänischen Minderheit an und versteht sich zudem als Vertreter der Nationalen Friesen innerhalb der friesischen Volksgruppe in Nordfriesland. Hier arbeitet der SSW mit den zirka 600 Mitgliedern des Friisk Foriining zusammen. In ihren politischen Ansichten orientiert sie sich dabei stark an der politischen und gesellschaftlichen Entwicklung der skandinavischen Länder. So strebt der SSW grundsätzlich eine dezentrale, bürgernahe Politik an.

### Gesellschaftspolitik
Eckwerte seiner Gesellschaftspolitik sind die Forderung nach einer humanen Gesellschaft, die Gleichstellung von Mann und Frau bei gleichem Lohn für gleiche Arbeit, eine langfristig angelegte Einwanderungspolitik und eine humane Asylpolitik. Im Zentrum seiner kulturpolitischen Arbeit stehen Schutz und Ausbau der dänischen, friesischen und niederdeutschen Kulturangebote sowie allgemein die Förderung kultureller und sprachlicher Vielfalt. Weiterer inhaltlicher Schwerpunkt ist die Kommunalpolitik, wobei der SSW eine Stärkung der Kommunen und Landkreise fordert.

### Wirtschafts- und Sozialpolitik
In ihrem Parteiprogramm bekennt sich die Partei zu den Prinzipien der Sozialen Marktwirtschaft, fordert aber eine solche, „die diesen Namen auch wirklich verdient“. Hiermit spricht die Partei unter anderem Situationen an, „wo die sogenannten Selbstregulierungskräfte des Marktes versagen und wo ein staatliches Eingreifen (…) entscheidend weiterhelfen kann“, und erwartet, dass sich Landes- wie Bundesregierung aktiv an Sanierungskonzepten beteiligen. Viele Reformen der vergangenen Bundesregierungen wie auch einen weitgehenden Subventionsabbau lehnt der SSW dementsprechend ab.
Im Besonderen fordert er Investitions- und Strukturprogramme für den Landesteil Schleswig, insbesondere eine Verbesserung der Verkehrsinfrastruktur, wie zum Beispiel den Ausbau der Westküstenautobahn, allerdings unter Berücksichtigung einer nachhaltigen Natur- und Umweltentwicklung.
Der SSW befürwortet eine aktive Arbeitsmarktpolitik und fordert eine verstärkte soziale Verantwortung der Wirtschaft. Ferner müssten bessere Rahmenbedingungen für Existenzgründer geschaffen werden. Ökonomische Krisen dürften nicht zu Sozialabbau führen. Eine Zusammenarbeit von Kindergärten, Schulen und sozialen Einrichtungen mit den Eltern müsse darüber hinaus gefördert und flexible Arbeitsmöglichkeiten müssten geschaffen werden, die den sozialen Bedürfnissen von Familien gerecht würden.

### Bildungspolitik
Im Zentrum der Bildungspolitik stehen vor allem die Forderungen, landesweit nach skandinavischem Vorbild gestaltete Gemeinschaftsschulen einzurichten, die berufliche Bildung zu reformieren und ein schleswig-holsteinisches Weiterbildungsgesetz einzuführen. Schulische Ausbildung und die Ausbildung auf dem Arbeitsmarkt sollen in ständiger Wechselwirkung stattfinden.
Ein weiteres Augenmerk legt der SSW hier auf das Bibliothekswesen und fordert die Möglichkeit für alle Bürger, sich in jeder Gemeinde kostengünstig durch Bücher und andere Medien zu informieren. Jede Bibliothek solle auch in die Lage versetzt werden, ihren Benutzern freien Zugang zum Internet zu ermöglichen.

### Umweltpolitik
Der SSW befürwortet den Ausbau regenerativer Energieformen. Des Weiteren fordert er einen „großflächigen Schutz der Landschaft“, um die „aus naturschutzfachlicher Sicht wertvollen Bereiche“ sicherzustellen und „notwendige Räume zur Renaturierung und Biotopvernetzung“ zu schaffen. Eingriffe in biologisch-ökologische und geografisch-morphologisch wertvolle Gebiete sollen verhindert werden, Eingriffe in Natur und Landschaft seien auf das Notwendigste zu reduzieren. So lehnte der SSW ein geplantes CO2-Endlager in Schleswig-Holstein ab.
Der SSW steht der Gentechnik kritisch gegenüber, lehnt sie jedoch nicht völlig ab, wobei er sich für eine intensive Kontrolle, eine Kennzeichnungspflicht bei Nahrungsmitteln und für eine ausreichende finanzielle Förderung alternativer Forschungsprogramme ausspricht.
Weitere Forderungen beinhalten einen umfassenden Schutz des Waldes sowie der Meere. Einige Großprojekte, wie die Ausweisung der Halbinsel Eiderstedt als Vogelschutzgebiet, lehnt der SSW allerdings ab.

### Weitere politische Positionen
Der SSW setzte sich im Landtag für eine Bundesratsinitiative zur Streichung der Arbeiterpartei Kurdistans (PKK) von der Terrorliste, zur Aufhebung des Betätigungsverbotes der PKK und für einen Stopp der Waffenlieferungen an die Türkei ein.

## Organisationsstruktur

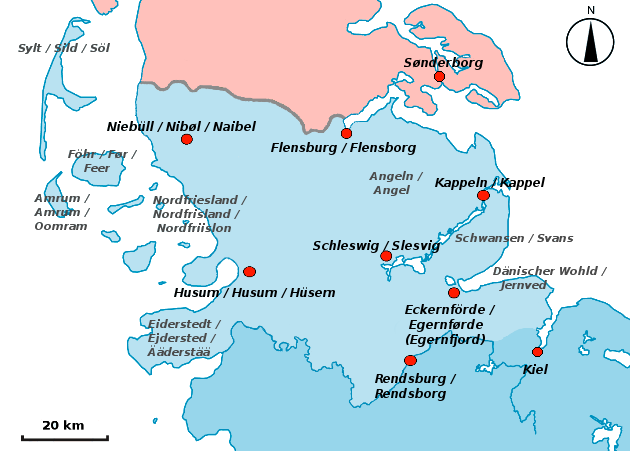
Karte Südschleswigs mit mehrsprachigen Ortsbezeichnungen (deutsch/dänisch/nordfriesisch)

Der SSW besteht aus einem Landesverband und vier Kreisverbänden. Er ist ausschließlich im Landesteil Schleswig sowie auf der Insel Helgoland präsent. Unterhalb der Kreisverbände sind die 103 Ortsvereine (Distrikte) angesiedelt. Es gibt Kreisverbände in den Kreisen Nordfriesland (mit Helgoland), Schleswig-Flensburg und Rendsburg-Eckernförde (mit Kiel) sowie einen Stadtverband in Flensburg. Der Jugendverband ist der SSW Ungdom.
Das oberste Gremium der Partei ist der Landesparteitag, der jährlich im Herbst in Husum stattfindet. Er besteht aus rund 175 Delegierten, die sowohl von Orts- als auch von Kreisverbänden entsendet werden. Gelegentlich finden daneben auch „außerordentliche Parteitage“ statt.
Die parteieigene Publikation Die Stimme des Nordens erschien erstmals im September 2005 und soll viermal jährlich herauskommen. Von 1948 bis 1973 hatte der SSW mit der Südschleswigschen Heimatzeitung eine eigene deutschsprachige Parteitageszeitung. Die hauptsächlich dänischsprachige, in Flensburg erscheinende Tageszeitung Flensborg Avis steht dem SSW nahe.
Am 1. September 2015 hatte der SSW 3.630 Mitglieder, davon 1.065 in der Stadt Flensburg, 1.517 im Kreis Schleswig-Flensburg, 725 im Kreis Nordfriesland mit Helgoland sowie insgesamt 323 im Kreis Rendsburg-Eckernförde und in Kiel.

## Finanzen und Vermögen
| Einnahmen des SSV (EUR)                                         | 2020       | 2019       |
| --------------------------------------------------------------- | ---------- | ---------- |
| aus Mitgliedsbeiträgen                                          | 76.031,70  | 77.141,50  |
| aus Mandatsträgerbeiträgen und sonstigen regelmäßigen Einnahmen | 6.000,00   | 0,00       |
| aus Spenden von natürlichen Personen                            | 17.224,39  | 20.391,09  |
| aus Spenden von juristischen Personen                           | 496.054,25 | 491.690,27 |
| aus Unternehmenstätigkeiten und Beteiligungen                   | 0,00       | 0,00       |
| aus sonstigem Vermögen                                          | 0,03       | 1,55       |
| aus Veranstaltungen, Vertrieb und sonstigen Tätigkeiten         | 0,00       | 4.637,08   |
| aus staatlichen Mitteln                                         | 88.662,51  | 92.584,36  |
| aus sonstigen Einnahmen                                         | 202,17     | 0,00       |
| Gesamt                                                          | 684.175,05 | 686.315,85 |

Laut Bundestagsdrucksache 18/401 erzielte die Partei im Jahr 2012 Einnahmen von etwa 567.329 Euro, darunter 67.034 Euro aus Mitgliedsbeiträgen, etwa 81.776 Euro aus staatlichen Geldern und 414.702 Euro aus Spenden. Die Spenden stammen hauptsächlich von juristischen Personen, darunter eine Großspende über 392.120 Euro, die nach dem Rechenschaftsbericht der Partei vom dänischen Bildungsministerium stammte und mehr als 70 Prozent der Einnahmen ausmachte. Im April 2015 kritisierte die Süddeutsche Zeitung, dass somit eine politische Partei in Deutschland aus dem Ausland mitfinanziert werde. Der SSW beruft sich auf eine in § 25 Parteiengesetz enthaltene Ausnahmeregelung für Parteien nationaler Minderheiten. Den Einnahmen standen Ausgaben in Höhe von 685.305 Euro gegenüber. Im Jahr 2012 erwirtschaftete die Partei ein Defizit von etwa 117.975 Euro. Im Jahr 2018 beliefen sich die Spenden juristischer Personen auf über 480.000 Euro.
Das Reinvermögen der Partei betrug Ende 2018 etwa 180.000 Euro. Die Partei unterhält Anteile an der Tageszeitung Flensborg Avis. Sie hat kein Grundvermögen.

## Geschichte

Bundestagswahlergebnisse des SSW von 1949 bis 1961.

### Gründung und Erfolge (1948–1950)
Der SSW entstand 1948 aus dem Südschleswigschen Verein (dänisch Sydslesvigsk Forening, kurz SSF), dem Dachverband der dänischen Volksgruppe in Südschleswig. Unter dem Eindruck der Zeit des Nationalsozialismus und des deutschen Zusammenbruchs trat der Südschleswigsche Verein in den Jahren unmittelbar nach dem Zweiten Weltkrieg für eine erneute Volksabstimmung in Südschleswig ein, um eine Abtretung dieses Gebietes oder von Teilen hiervon an Dänemark zu erreichen („Wiedervereinigung“). Bereits nach dem Ersten Weltkrieg gab es in Dänemark wie auch in Südschleswig selbst zwei grenz-revisionistische Gruppen: Während sich die Flensborgbevægelse („Flensburgbewegung“) für eine Vereinigung Flensburgs mit Dänemark einsetzte, argumentierte die weitergehende Dannevirkebevægelse/Ejderfolk („Dannewerkbewegung/Eidervolk“) historisch für eine weiter südlich verlaufende Grenzziehung längs Eider und Danewerk. Die britische Regierung bot der dänischen Regierung im September 1946 eine Volksabstimmung über eine Grenzrevision an, die die dänische Regierung zu diesem Zeitpunkt wie auch schon am 9. Mai 1945 ablehnte. Auf Druck der britischen Besatzungsmacht bildete sich 1948 aus dem Südschleswigschen Verein, der die Dänische Minderheit bis dato auch politisch vertreten hatte, der Südschleswigsche Wählerverband, der jedoch auf Druck der Briten in seinem Programm auf Forderungen nach einer Grenzverschiebung verzichten musste.
Die ersten Jahre des SSW waren vor allem durch große Wahlerfolge geprägt. In einigen Städten des Landesteils konnten die dänischen Kandidaten 1946 politische Mehrheiten gewinnen und in Flensburg 1948 sogar behaupten. Zudem war der SSW im ersten Bundestag mit dem früheren Schleswiger Bürgermeister Hermann Clausen vertreten. Dies ist auch durch den Wunsch breiter Kreise der Bevölkerung, sich von Deutschland zu lösen bzw. sich Dänemark anzuschließen, zu erklären.

### Stimmenrückgang und Sperrklausel (1950–1954)
Mit der Stabilisierung der deutschen Verhältnisse wurde es jedoch bald klar, dass es nicht zu einer Grenzverschiebung kommen würde, worauf der Anteil der SSW-Stimmen zurückging. Auch Forderungen des SSF bzw. SSW nach einem eigenständigen Bundesland „Südschleswig“ sowie die bereits früh eingenommene Frontstellung des SSF/SSW gegen die ins Land gekommenen ostdeutschen Vertriebenen halfen nicht, den zunehmenden Abwärtstrend des SSW zu stoppen. Die Anzahl der Vertriebenen war in Schleswig-Holstein im Verhältnis zu anderen Bundesländern überdurchschnittlich groß. Unstrittig ist auch, dass der SSW seine Wählerschaft weitestgehend aus Kreisen der sozial schwachen Einheimischen rekrutierte, die sich in der Nachkriegszeit der dänischen Minderheit zugewandt hatten und deswegen in den Genuss von Lebensmittelhilfen kamen – daher die polemische Bezeichnung als „Speckdänen“. Bereits vor dem Krieg sowie im 19. Jahrhundert war die dänische Gesinnung eher in der weniger privilegierten Schicht verbreitet.
Trotz der neu eingeführten Sperrklausel in Höhe von 5 % errang der SSW bei der Landtagswahl 1950 mit 5,5 % der Stimmen vier Mandate und zog erneut in den Landtag ein. In der Folge verschärfte der Landtag im Jahre 1951 die Sperrklausel erneut auf 7,5 %, wogegen der SSW mit Erfolg klagte. So erklärte das Bundesverfassungsgericht in seiner Entscheidung vom 5. April 1952 die das „Regel-Quorum“ von 5 % übersteigende Sperrklausel für verfassungswidrig (BVerfGE 1, 208). Dieser Entscheidung folgte der Landtag mit Beschluss vom 28. Oktober 1952. Der SSW scheiterte mit lediglich 3,5 % der Wählerstimmen jedoch auch an diesem Quorum und fiel aus dem Landtag. Eine erneute Klage gegen das Wahlgesetz verlor der SSW mit Entscheidung vom 11. August 1954 (BVerfGE 4, 31).

### Bonn-Kopenhagener Erklärungen und Stabilisierung auf niedrigem Niveau (1955–1990)
Nach den deutsch-dänischen Verhandlungen über die Bonn-Kopenhagener Erklärungen wurde der SSW 1955 explizit von der Sperrklausel ausgenommen, um der dänischen Minderheit dauerhaft eine parlamentarische Partizipation zu ermöglichen. Sie hat dadurch jedoch kein obligatorisches Mandat, sondern muss mindestens so viele Stimmen erringen, wie bei der Mandatsverteilung für das letzte Mandat notwendig sind. Die beiden voneinander unabhängigen Erklärungen sichern der deutschen wie der dänischen Minderheit auf beiden Seiten der Grenze umfassende, jedoch unterschiedlich weit gehende Rechte zu, wobei die Schleswigsche Partei die Partei der deutschen Minderheit in Nordschleswig in Dänemark darstellt.
Ab 1971 saß Karl Otto Meyer als einziger SSW-Abgeordneter im Landtag. Bei der Landtagswahl 1983 gelang es dem SSW nur knapp, sein Mandat zu halten. Meyer bekam im Jahr 1987 mediale Aufmerksamkeit, da er nach dem Tod Uwe Barschels bei der Ministerpräsidentenwahl wegen des parlamentarischen Patts zwischen CDU/FDP einerseits und SPD andererseits das Zünglein an der Waage war. Er verweigerte jedoch in einem Interview in Flensborg Avis die Zusage, mindestens durch Stimmenthaltung einen CDU-Ministerpräsidenten zu wählen und machte damit den Weg zu Neuwahlen frei, bei denen die SPD im Mai 1988 die absolute Mehrheit gewann.

### Steigerung der Wahlergebnisse (1990–2004)
Seit 1987 verzeichnet der SSW wieder höhere Stimmenanteile. So kam er 1996 erstmals seit fast 40 Jahren wieder auf zwei Landtagssitze.
Nachdem der Landtag in der Folgezeit mittels einer Wahlrechtsreform gegen die Stimmen des SSW die Zweitstimme eingeführt hatte, ist die Partei mit der Zweitstimme auch im Landesteil Holstein wählbar. Dies wurde kritisiert, da in Holstein keine autochthonen Dänen oder Friesen beheimatet seien. Am 24. März 2000 wurde Einspruch gegen das am 10. März 2000 festgestellte Landtagswahlergebnis unter Hinweis auf die Zuteilung von Landtagsmandaten an den SSW erhoben. Zur Begründung führte der Beschwerdeführer unter anderem aus, der SSW könne heute nicht mehr als Partei der dänischen Minderheit betrachtet werden, da formal auch deutsche Volkszugehörige Mitglied der Partei werden können. Das Schleswig-Holsteinische Oberverwaltungsgericht äußerte zwar die Auffassung, dass eine Ausnahme von der Sperrklausel für nationale Minderheiten grundsätzlich zulässig und der SSW noch als Partei der dänischen Minderheit zu verstehen sei, dass aber die Befreiung für Parteien der dänischen Minderheit seit der Einführung des Zweistimmenwahlrechts über das Maß des Erforderlichen hinausgegangen sei. Das Bundesverfassungsgericht stellte jedoch fest, dass der Aussetzungs- und Vorlagebeschluss des Schleswig-Holsteinischen Oberverwaltungsgerichts nicht die Zulässigkeitsvoraussetzungen erfülle, und nahm dessen Vorlagebeschluss nicht zur Entscheidung an, weil der Beschluss sich nicht hinreichend damit auseinandersetze, worin der potenzielle Verfassungsverstoß liege – da auch vor der Änderung des Wahlsystems eine bis dahin verfassungskonform mögliche landesweite Wählbarkeit des SSW gegeben war und nunmehr nur zur Regel würde.
Die Partei selbst betonte, weiterhin Interessenvertreter der beiden Minderheiten in Südschleswig sein zu wollen. Einen aktiven Wahlkampf führt die Regionalpartei ebenfalls ausschließlich in Schleswig. Der SSW stellt in Holstein keine Direktkandidaten auf und ist nur per Zweitstimme wählbar. Die beiden Kreise Rendsburg-Eckernförde und Pinneberg (durch Helgoland) sowie die Landeshauptstadt Kiel (durch die nordwestlichen Stadtteile Holtenau, Friedrichsort, Schilksee) sind „eiderübergreifend“, so dass hier auch vor Einführung der Zweitstimme bereits eine Kandidatur des SSW in Teilen Holsteins stattgefunden hatte.
Ein großer Erfolg war am 11. November 2004 die Annahme des Friesisch-Gesetzes (friesisch: Friisk Gesäts) durch den Landtag, das den Friesen wesentliche kulturelle Rechte zugesteht.

Landtagswahlergebnisse des SSW in Schleswig-Holstein von 1947 bis 2017.

### Landtags- und Ministerpräsidentenwahl 2005
Bei der Landtagswahl am 20. Februar 2005 bekam der SSW 3,6 % der Zweitstimmen und zwei Sitze im Landtag. Abgeordnete waren Anke Spoorendonk und Lars Harms. Die 3,6 % (51.920 Stimmen) verteilen sich wie folgt: in den Wahlkreisen, die sich im Landesteil Schleswig befinden, erzielte der SSW rund 24.500 Stimmen, in landesteilübergreifenden Wahlkreisen rund 7.500 Stimmen und in den Wahlkreisen des Landesteils Holstein rund 20.000 Stimmen. Verteilt man die Stimmen aus den landesteilübergreifenden Wahlkreisen jeweils zur Hälfte auf Schleswig und Holstein, wird deutlich, dass fast die Hälfte der SSW-Stimmen (45 %) nicht mehr im eigentlichen Stammland (Süd-)Schleswig erzielt wurden, in dem Dänen und Friesen beheimatet sind. Die Zweitstimmen aus den Wahlkreisen mit Direktkandidaten stellen einen Verlust gegenüber dem Ergebnis der letzten Landtagswahl, jedoch einen leichten Stimmenzuwachs gegenüber den Ergebnissen der letzten 20 Jahre innerhalb des Landesteils Schleswig dar. Nachdem weder SPD und Grüne noch CDU und FDP eine Mehrheit erzielt hatten, erklärte sich der SSW bereit, gegebenenfalls eine rot-grüne oder eine schwarz-gelbe Landesregierung im Landtag unterstützen zu wollen. Nach den ersten Sondierungsgesprächen mit SPD und CDU zeigte sich jedoch, dass die Unterstützung einer rot-grünen Regierung wahrscheinlicher sein würde. Dies erklärte sich vor allem aufgrund starker Differenzen mit der CDU im Bildungsbereich. Hinzu kam die Tatsache, dass der SSW bereits kurz nach der Wahl von Seiten der CDU kritisiert wurde. Politiker der CDU forderten, der SSW müsse sich als Interessenvertretung der dänischen Minderheit politisch neutral halten.
Es kam so zu Verhandlungen über eine Unterstützung der SPD und den Grünen. Die rot-grüne Koalition hatte zusammen mit dem SSW einen Sitz mehr als die beiden Oppositionsparteien, doch schon bei der konstituierenden Sitzung des Landtages am 17. März 2005 kam es zum Eklat, da neben den Abgeordneten von CDU und FDP ein weiterer unbekannter Abgeordneter in vier Abstimmungen der designierten Ministerpräsidentin Heide Simonis seine Stimme verweigerte. Der SSW versicherte, dass seine zwei Abgeordneten für die Ministerpräsidentin gestimmt hatten, und auch von Beobachtern wurde der Abweichler seither konsequent in der SPD verortet. Dieses neue Bündnis war dadurch zunächst gescheitert, und der SSW erklärte daraufhin, nicht mehr für eine Tolerierung bereitzustehen.
Nach der Landtagswahl flammte die Diskussion über die Vollwertigkeit der Landtagsmandate des SSW erneut auf, dieses Mal bundesweit. Viele forderten eine größere Zurückhaltung des SSW in politischen Sachfeldern, die nicht direkt die dänische oder friesische Volksgruppe betreffen. Es gab wiederum Stimmen, die in diesem Zusammenhang die Befreiung des SSW von der Sperrklausel in Frage stellten, da der SSW sich mittlerweile infolge der Stimmen aus dem holsteinischen Landesteil nicht mehr als Minderheitenpartei definieren könne. Der SSW forderte jedoch, seine Mandate als vollwertig anzuerkennen und sich entsprechend politisch zu allen Sachthemen äußern zu dürfen.
Die Landtagsabgeordneten des SSW besitzen, wenn der Stimmenanteil des SSW unter 5 % liegt und die Partei im Parlament keinen Fraktionsstatus besitzt, gemäß der Geschäftsordnung des Landtags keine Grundmandate und sind somit in den Ausschüssen nicht stimmberechtigt. Nach der Landtagswahl 2005 hatte der SSW sich mit seinen eigenen sowie den Stimmen seiner potentiellen Koalitionspartner, um voll regierungs- und handlungsfähig zu sein, die Einstufung als Grundmandate kurzfristig vor der Wahl des Ministerpräsidenten gesichert – inzwischen hat die stattdessen gebildete Große Koalition diesen Vorgang jedoch gegen die Stimmen der drei kleinen Oppositionsparteien wieder rückgängig gemacht.
In seiner politischen Geschichte hat der SSW eine mögliche Unterstützung anderer politischer Parteien oder Konstellationen weder klar nachgestrebt noch abgelehnt. Es existiert ein Gerücht, dass der SSW die entscheidende Stimme zur Wahl Konrad Adenauers zum ersten deutschen Bundeskanzler abgegeben haben soll. Dies ist allerdings falsch, da Hermann Clausen nicht an jener Wahl teilgenommen hat.
In der Landespolitik jedoch hat der SSW bis zur Landtagswahl 2012 keine regierungsbildende Rolle eingenommen. So lehnte die Partei beispielsweise 1950 das Angebot der SPD ab, eine Koalitionsregierung von SPD und der Vertriebenenpartei Bund der Heimatvertriebenen und Entrechteten zu stützen. Auch nach der Landtagswahl 1962 wollte der SSW keine der möglichen Regierungskonstellationen unterstützen. Damals hätte der SSW eine sozialliberale Koalition tolerieren und damit einen Regierungswechsel herbeiführen können. Stattdessen rief der SSW aus, eine Regierung „nicht stützen und nicht stürzen“ zu wollen. Doch bereits 1978 beschloss die Partei im Vorfeld einer Landtagswahl, sich bei einem politischen Patt dezidiert nicht politisch neutral verhalten zu wollen.
Auch als CDU und FDP im Zuge der Barschel-Affäre 1987 nach Uwe Barschels Tod um die Stimme des SSW zur Neuwahl eines CDU-Ministerpräsidenten warben, enthielt sich Karl Otto Meyer der Stimme. Erst bei den Neuwahlen stimmte Meyer für den SPD-Kandidaten Björn Engholm, der eine eigene Mehrheit hatte.

### 2005 bis 2008
Auf einem Sonderparteitag am 21. Juni 2005 beschloss der SSW mit einer Zweidrittelmehrheit, nicht an der vorgezogenen Bundestagswahl im September 2005 teilzunehmen. Einige Vertreter des SSW hatten zuvor offensiv für eine Teilnahme an der Bundestagswahl geworben. Der SSW war bereits im ersten deutschen Bundestag mit einem Abgeordneten vertreten. Ab den 1960er Jahren trat der SSW nicht mehr bei Bundestagswahlen an. Am 10. September 2005 wählte der SSW-Landesparteitag Flemming Meyer, den Sohn des langjährigen Landtagsabgeordneten und Parteivorsitzenden Karl Otto Meyer, zum neuen Vorsitzenden. Meyer spricht sich – wie schon sein Vater – für einen eher linken Kurs des SSW und für eine Teilnahme an Bundestagswahlen aus.
Bei der schleswig-holsteinischen Kommunalwahl 2008 konnte der SSW seine Stellung insgesamt behaupten; so wurde er in Flensburg trotz leichter Stimmenverluste nur knapp hinter einer Wählergemeinschaft zweitstärkste Partei und lag dort noch vor CDU und SPD. Außerdem gelang ihm in Kiel, wo er traditionell in den nördlichen Stadtteilen antritt, dank des Wegfalls der kommunalen Fünf-Prozent-Hürde mit einem Sitz erstmals der Einzug in die Kieler Ratsversammlung. Die Kieler Stadtteile nördlich des Nord-Ostsee-Kanals – in denen der SSW ausschließlich antritt – gehören zum Landesteil Schleswig.

### Landtagsperiode 2009 bis 2012
Bei der vorgezogenen Landtagswahl am 27. September 2009 erreichte die Partei unter ihrer Spitzenkandidatin Anke Spoorendonk 4,3 % der Stimmen und zog mit vier Abgeordneten in den Kieler Landtag ein, einer Abgeordnetenzahl, die zuletzt 1950 erreicht wurde. Auch wenn der Landtag durch Überhang- und Ausgleichsmandate enorm vergrößert war, stellt der prozentuale Stimmenanteil ebenfalls das beste Ergebnis seit 1950 dar.
Bei der Frage der Verfassungswidrigkeit des Wahlergebnisses 2009 enthielt sich der SSW im Wahlprüfungsausschuss der Stimme. Am 15. Oktober 2009 reichte der SSW zusammen mit den Grünen beim Landesverfassungsgericht in Schleswig Normenkontrollklage gegen das damals geltende Landeswahlgesetz ein. Das Gericht erklärte daraufhin im August 2010 das damalige schleswig-holsteinische Wahlrecht für verfassungswidrig.
Bei der Bundespräsidentenwahl 2009, 2010 und 2012 stellte der SSW je ein Mitglied der Bundesversammlung und unterstützte 2009 die unterlegene Gesine Schwan, danach beide Male Joachim Gauck, der 2012 schließlich ins Amt gewählt wurde.

### Teil der Landesregierung 2012 bis 2017
Bei der Landtagswahl 2012 erreichte der SSW 4,6 % der Stimmen und konnte sich damit leicht verbessern. Da die Abgeordnetenzahl im Landtag jedoch um 26 sank, entfielen auf den SSW statt vier nur noch drei Mandate (Anke Spoorendonk, Lars Harms und Flemming Meyer). Die Partei hatte vor der Landtagswahl beschlossen, für einen Regierungswechsel zur Verfügung zu stehen, jedoch unter der Bedingung, ein Ressort zu führen. SPD und Bündnis 90/Die Grünen bildeten nach der Wahl mit dem SSW die sogenannte Küstenkoalition. Die Koalition verfügte im Kieler Landtag über eine Stimme Mehrheit. Spoorendonk übernahm das Ministerium für Justiz, Europa und Kultur; damit besetzte der SSW erstmals ein Ministeramt. Gleichzeitig war Spoorendonk Zweite Stellvertreterin des Ministerpräsidenten Torsten Albig. Mit der Ernennung Spoorendonks zur Ministerin übernahm Lars Harms den Gruppenvorsitz des SSW. Zugleich verzichtete Spoorendonk zugunsten von Jette Waldinger-Thiering auf ihr Abgeordnetenmandat.
Vertreter von Junge Union und CDU wollten mit einem Gang vor das Verfassungsgericht die knappe Regierungsmehrheit von SPD, Grünen und SSW im Landtag kippen. Die Beschwerdeführer hatten zur Untermauerung ihrer Klage unter anderem argumentiert, dass der SSW inzwischen keine Partei der dänischen Minderheit mehr sei, sondern sich zu sämtlichen Themen äußere. Dies wiesen die Richter am Verfassungsgericht des Landes Schleswig-Holstein in ihrem Urteil vom 13. September 2013 zurück. Der SSW sei nach wie vor die Partei der dänischen Minderheit. Es gehöre „notwendig“ zum Wesensmerkmal einer politischen Partei, sich zu sämtlichen Themen zu äußern, sagte Gerichtspräsident Bernhard Flor bei der Urteilsbegründung. Die Befreiung des SSW als Minderheitenpartei von der Fünfprozenthürde sei verfassungsrechtlich geboten und ergebe sich nach Auffassung des Gerichts schon zwingend aus der „Schutzpflicht“ des Landes, die per Verfassung geforderte politische Mitwirkung der dänischen Minderheit zu garantieren. Dies sei ein „Verfassungsgut von hohem Rang“.

### Landtagswahl 2017
Bei der Landtagswahl 2017 sank der SSW auf 3,3 % ab und erzielte damit sein schlechtestes Ergebnis seit der letzten Wahlrechtsreform aus dem Jahr 2000, der zufolge der SSW im ganzen Bundesland mit der Zweitstimme wählbar ist. Da auch die beiden Koalitionspartner SPD und Grüne an Stimmenanteilen verloren, verlor die bisherige rot-grün-blaue Koalition ihre Mehrheit. Eine Koalition mit der CDU hatte der SSW bereits im Vorfeld der Wahl ausgeschlossen.
Dank eines Ausgleichsmandats ist der SSW auch in der 19. Wahlperiode mit drei Mandaten im Schleswig-Holsteinischen Landtag vertreten (Christian Dirschauer, Lars Harms und Jette Waldinger-Thiering). Anke Spoorendonk trat mit Beendigung ihres Ministeramts in den politischen Ruhestand.

### Bundestagswahl 2021, Landtagswahl 2022 und Bundestagswahl 2025
Auf dem Landesparteitag am 19. September 2020 votierten 66 von 111 Delegierten für eine Teilnahme an der Bundestagswahl 2021, sodass sich der SSW erstmals seit 1961 wieder um ein Bundestagsmandat bewarb. Da Parteien nationaler Minderheiten von der Sperrklausel ausgenommen sind, rechnete der SSW, bereits ab 45.000 bis 50.000 Zweitstimmen in den Bundestag zu einzuziehen. Einer Fraktion wollte sich die Partei vorerst nicht anschließen. Am 8. Mai 2021 wurde Stefan Seidler zum Spitzenkandidaten gewählt. Am 8. Juli 2021 ließ der Bundeswahlausschuss den SSW zur Bundestagswahl 2021 zu und erkannte ihn als Partei einer nationalen Minderheit an. Bei der Bundestagswahl am 26. September 2021 erhielt der SSW 55.330 Zweitstimmen und somit ein Listenmandat für Stefan Seidler.
Bei der folgenden Landtagswahl am 8. Mai 2022 trat der SSW erneut mit Lars Harms als Spitzenkandidaten an. Mit 5,7 % erreichte der SSW erstmals seit der Landtagswahl 1950 mehr als fünf Prozent der Stimmen. Neben den bisherigen Abgeordneten Harms, Jette Waldinger-Thiering und Christian Dirschauer, der seit 2021 Parteivorsitzender ist, gelang durch den Stimmenzuwachs auch Sybilla Nitsch aus Husum der Sprung in das Landesparlament. Zum Jahresende 2024 legte Lars Harms sein Landtagsmandat nieder und zog sich aus der Politik zurück. Für ihn rückte Michael Schunck in den Landtag nach. Christian Dirschauer übernahm den Fraktionsvorsitz im Landtag.
Zur Bundestagswahl 2025 setzte sich der SSW das Ziel, seinen Bundestagssitz zu verteidigen, und erhoffte sich einen zweiten Sitz. Dabei ging die Partei davon aus, etwa 40.000 Zweitstimmen für den ersten und insgesamt 110.000 Zweitstimmen (6 % der Stimmen in Schleswig-Holstein) für den zweiten Sitz zu benötigen. Mit 76.126 Stimmen (vorläufiges Ergebnis) wurde der Sitz von Stefan Seidler verteidigt.

## Wahlen und Mandate

### Landtagswahlergebnisse seit 1947
| Jahr | Stimmenanzahl | Stimmenanteil | +/−     | Sitze | Spitzenkandidat               |
| ---- | ------------- | ------------- | ------- | ----- | ----------------------------- |
| 1947 | 99.500        | 9,3 %         | ▲ 9,3 % | 6/70  | Samuel Münchow, Hermann Olson |
| 1950 | 71.864        | 5,5 %         | ▼ 3,8 % | 4/69  | Samuel Münchow                |
| 1954 | 42.242        | 3,5 %         | ▼ 1,9 % | 0/69  | Samuel Münchow                |
| 1958 | 34.136        | 2,8 %         | ▼ 0,7 % | 2/69  | Berthold Bahnsen              |
| 1962 | 26.883        | 2,3 %         | ▼ 0,5 % | 1/69  | Berthold Bahnsen              |
| 1967 | 23.577        | 1,9 %         | ▼ 0,4 % | 1/73  | Berthold Bahnsen              |
| 1971 | 19.720        | 1,4 %         | ▼ 0,5 % | 1/73  | Berthold Bahnsen              |
| 1975 | 20.703        | 1,4 %         | ▼ 0,0 % | 1/73  | Karl Otto Meyer               |
| 1979 | 22.293        | 1,4 %         | ▲ 0,0 % | 1/72  | Karl Otto Meyer               |
| 1983 | 21.807        | 1,3 %         | ▼ 0,1 % | 1/74  | Karl Otto Meyer               |
| 1987 | 23.316        | 1,5 %         | ▲ 0,2 % | 1/74  | Karl Otto Meyer               |
| 1988 | 26.643        | 1,7 %         | ▲ 0,2 % | 1/74  | Karl Otto Meyer               |
| 1992 | 28.245        | 1,9 %         | ▲ 0,2 % | 1/89  | Karl Otto Meyer               |
| 1996 | 38.285        | 2,5 %         | ▲ 0,7 % | 2/74  | Anke Spoorendonk              |
| 2000 | 60.367        | 4,1 %         | ▲ 1,6 % | 3/89  | Anke Spoorendonk              |
| 2005 | 51.920        | 3,6 %         | ▼ 0,5 % | 2/69  | Anke Spoorendonk              |
| 2009 | 69.701        | 4,3 %         | ▲ 0,7 % | 4/95  | Anke Spoorendonk              |
| 2012 | 61.025        | 4,6 %         | ▲ 0,2 % | 3/69  | Anke Spoorendonk              |
| 2017 | 48.968        | 3,3 %         | ▼ 1,3 % | 3/73  | Lars Harms                    |
| 2022 | 79.301        | 5,7 %         | ▲ 2,4 % | 4/69  | Lars Harms                    |

### Bundestagswahlergebnisse 1949–1961, seit 2021
| Jahr                        | Stimmenanzahl | Stimmenanteil | +/−      | Sitze | Spitzenkandidat  |
| --------------------------- | ------------- | ------------- | -------- | ----- | ---------------- |
| 1949                        | 75.388        | 0,32 %        | ▲ 0,32 % | 1/402 | Hermann Clausen  |
| 1953                        | 44.585        | 0,16 %        | ▼ 0,16 % | 0/509 | Hermann Clausen  |
| 1957                        | 32.262        | 0,11 %        | ▼ 0,05 % | 0/519 | Hermann Clausen  |
| 1961                        | 25.449        | 0,08 %        | ▼ 0,03 % | 0/521 | Berthold Bahnsen |
| 1965–2017: nicht angetreten |               |               |          |       |                  |
| 2021                        | 55.578        | 0,12 %        | ▲ 0,12 % | 1/735 | Stefan Seidler   |
| 2025                        | 76.138        | 0,15 %        | ▲ 0,03 % | 1/630 | Stefan Seidler   |

## Kommunalpolitik
Die Kommunalwahl 2023 führte zum bisher besten Ergebnis des SSW bei Kommunalwahlen. Mit einem Zuwachs von +24.797 Stimmen konnte der SSW seinen Stimmenanteil fast verdoppeln.
In der Kreisfreien Stadt Flensburg wurde der SSW die stärkste Kraft mit 24,8 % der Stimmen und elf Sitzen in der Ratsversammlung und stellt somit die Stadtpräsidentin. Ebenfalls elf Sitze stellt die Partei im Kreistag des Kreises Schleswig-Flensburg (bei 16,5 % der Stimmen). Auch im Kreis Nordfriesland (neun Sitze bei 14,7 %), im Kreis Rendsburg-Eckernförde (sechs Sitze bei 9,2 %) und der Landeshauptstadt Kiel (vier Sitze bei 8,2 %) konnte der SSW deutlich zulegen.
Bei der Kommunalwahl 2018 musste der SSW Stimmenverluste hinnehmen. So sank der Stimmenanteil landesweit um 0,6 % gegenüber dem Ergebnis von 2013 auf nun 2,3 %. Hierbei ist anzumerken, dass die Partei bei Kommunalwahlen ausschließlich in den Kreisen und Gemeinden im Norden des Landes antritt. Der SSW ist zurzeit in drei Kreistagen, in zwei kreisfreien Städten und in 63 Gemeinden (hiervon acht über Wählergemeinschaften) vertreten. Im Einzelnen stellt der SSW acht Sitze in der Flensburger Ratsversammlung (17,6 %), sechs Sitze im Kreistag von Schleswig-Flensburg (10,4 %), vier Sitze im Kreistag des Kreises Nordfriesland (7,4 %), zwei Sitze im Kreistag in Rendsburg-Eckernförde (3,8 %) und ebenfalls zwei Sitze in der Kieler Ratsversammlung (2,8 %). Das beste Einzelergebnis holte der SSW mit 45,8 % in der Stadt Arnis (dän. Arnæs), in der die Partei seither mit Marina Brügge auch die Bürgermeisterin stellt.
Vom 15. Januar 2011 bis zum 15. Januar 2017 stellte der SSW mit Simon Faber den Oberbürgermeister in Flensburg.
Bei den schleswig-holsteinischen Kommunalwahlen gilt seit 2008 keine Sperrklausel mehr, was kleineren Parteien zugutekommt. Da andererseits in kleinen Gemeinden die Gemeindevertretung nur aus sieben Sitzen bestehen kann und Listenverbindungen zwischen Parteien gemäß schleswig-holsteinischem Kommunalwahlrecht nicht erlaubt sind, bedeutet dies eine hohe Hürde für Parteien, die möglicherweise nicht die für ein Mandat erforderlichen Stimmen erhalten.